# 内の倉ダム
内の倉ダム（うちのくらダム）は、新潟県新発田市、二級河川・加治川水系内の倉川に建設されたダムである。
農林省（現在の農林水産省）北陸農政局が国営加治川農業水利事業の一環として建設したダムで、現在は新潟県新発田地域整備部が管理を行う都道府県営ダムである。高さ82.5メートルの中空重力式コンクリートダムで、現時点において日本で最後に建設された中空重力式コンクリートダムとなっている。加治川の治水と新発田市の農地かんがい及び上水道供給と水力発電を目的にして、国庫の補助を受けて建設された補助多目的ダムである。ダムによって形成された人造湖は内の倉湖（うちのくらこ）と命名された。

## 地理
内の倉川は水源を飯豊山系の一つ・赤津山に発し、大小の沢を合わせて概ね西に流れてダム地点を通過し、向きを北西に変えて加治川に合流、日本海に注ぐ二級河川である。流路延長は約13.3キロメートル、流域面積は約48.9平方キロメートルの小河川で、ダム地点までは山地を流れる渓谷を形成し、ダム地点を通過すると蒲原平野に出る。ダムは内の倉川が平地に出る直前の渓谷、要害山の麓に建設された。

## 沿革
加治川は新発田藩主・溝口氏の手によって改修が開始された。当時の加治川は下流部で乱流を繰り返して方々に潟を形成、阿賀野川に合流していたが新田開発を目的に内水排除を行い、次第に農地が開けてきた。明治時代に入ると阿賀野川からの分離工事が行われ、1907年（明治40年）から1914年（大正3年）まで7年間を掛けて日本海へ直接河水を流すことによって独立した水系となった。1952年（昭和27年）からは新潟県が主体となって中小河川改修事業である加治川改良工事全体計画を行い、堤防建設を主体として計画高水流量（予測される最大の洪水流量）を毎秒2,000トンに抑制する方針を採った。
こうして河川改修は継続して行われていたが1966年（昭和41年）7月17日、新潟県下越地方を集中豪雨が襲い、内の倉川上流部で一日の総降水量が267ミリに達した。このため加治川は各所で堤防決壊を起こして11,700ヘクタールが浸水の被害に遭った。この豪雨を機に新潟県は加治川改良工事全体計画を改め、毎秒2,000トンの計画高水流量を毎秒3,000トンへと変更する方針に切り替えた。ところがその一年後の1967年（昭和42年）8月28日、新潟県下越地方を再び集中豪雨が襲った。いわゆる羽越豪雨である。この羽越豪雨は新潟県と山形県に壊滅的な被害をもたらしたが、特に下越地方の被害は凄まじく荒川や胎内川などの沿岸は平野が湖水と化した。加治川流域でも一日の総降水量が内の倉川上流の二王子岳で337ミリ、加治川上流の赤谷で355ミリ、東北電力加治川ダム地点で496ミリの猛烈な豪雨を記録。加治川は新発田市西名柄や向中条で堤防が決壊して新発田市をはじめ新潟市にまで浸水の被害は及び、前年の豪雨をはるかに上回る大災害となった。二年連続で集中豪雨の被害を受けた新発田市を洪水から守るために新潟県は当初の全体計画よりも倍となる毎秒4,000トンの計画高水流量を策定し、うち毎秒3,000トンを堤防改修を始めとした河道整備、残り毎秒1,000トンを加治川上流ダム群計画で補うこととした。これにより加治川本流と内の倉川に治水ダムが計画されることになった。
一方新発田市とその周辺は新発田藩の開墾事業以降順調に水田が増え、蒲原平野における主要な穀倉地帯の一つにまでなった。だが耕地面積の拡大は農業用水の不足を招き、加治川の流量不安定もあって安定した用水供給が沿岸の農業関係者から強く望まれるようになった。さらに新発田市は新産業都市の指定を受けて工業団地などが進出、加えて新潟市からも近いこともあって次第に人口が増加していった。このため上水道の整備も求められるようになり、水資源を確保するため加治川の総合開発が検討されていった。当時農林省は加治川流域の農地かんがい整備を目的に国営加治川農業水利事業を進めていたが、これに新発田市上水道の水源確保を目的に加えた利水専用ダム計画が計画された。
こうした経緯を経て内の倉川に農林省は1964年（昭和39年）より農林省直轄ダムの建設に着手することとなったが、先ほどの羽越豪雨を機に新潟県が加治川治水計画を大幅改定し、加治川水系ダム群の一環として内の倉川へのダム計画を立案したことから従来の利水専用ダムから洪水調節機能を持った多目的ダム事業として計画は拡張された。ダムの施工は農林省が新潟県の委託を受けて工事を続行し、1974年（昭和49年）3月に完成を見た。これが内の倉ダムである。なお、ダム建設によって3世帯の住民が移転を余儀無くされている。

## 日本最後の中空重力ダム
内の倉ダムは中空重力式コンクリートダムとして施工が行われた。この型式は重力式コンクリートダムの内部が空洞となっているタイプのダムである。イタリアのマルチェロによって考案され、日本では1955年（昭和30年）に中部電力が静岡県静岡市の井川ダム（大井川）建設に際して導入したのが最初である。導入当時はコンクリートが高価であり、コンクリートの量を節減するために建設されたものである。また、通常の重力式ダムと比べ基礎地盤との接地面を広く取れることから安定性がより確保できるのも利点であった。このため畑薙第一ダム（静岡県・大井川）や金山ダム（北海道・空知川）など大規模ダムが1950年代から1960年代に盛んに建設された。この内の倉ダムは畑薙第一・井川に次いで日本で三番目に高い中空重力ダムとして施工されている。
だが、中空重力ダムはダム本体の骨格を形作るための型枠構造が普通の重力ダムに比べて非常に複雑であり、そのために型枠を造るための人件費が高騰するという経済性の問題を抱えていた。さらに内の倉ダムが建設された頃にはコンクリートが安価となり、またコンクリートを節減するための新しい工法として山口県の島地川ダム（島地川）で、ロックフィルダムの工法をコンクリートダムに援用したRCD工法（Roller Compacted Dam Concreat）が施工され、以後この工法が主流になったことから通常の重力式ダムの方が経済的となり中空重力ダム建設のメリットが無くなった。こうして中空重力式コンクリートダムは内の倉ダムの完成を最後に全く建設されなくなり、今後も建設されることはないと考えられている。なお、内の倉ダムは北陸地方では唯一の中空重力ダムでもある。

## 目的

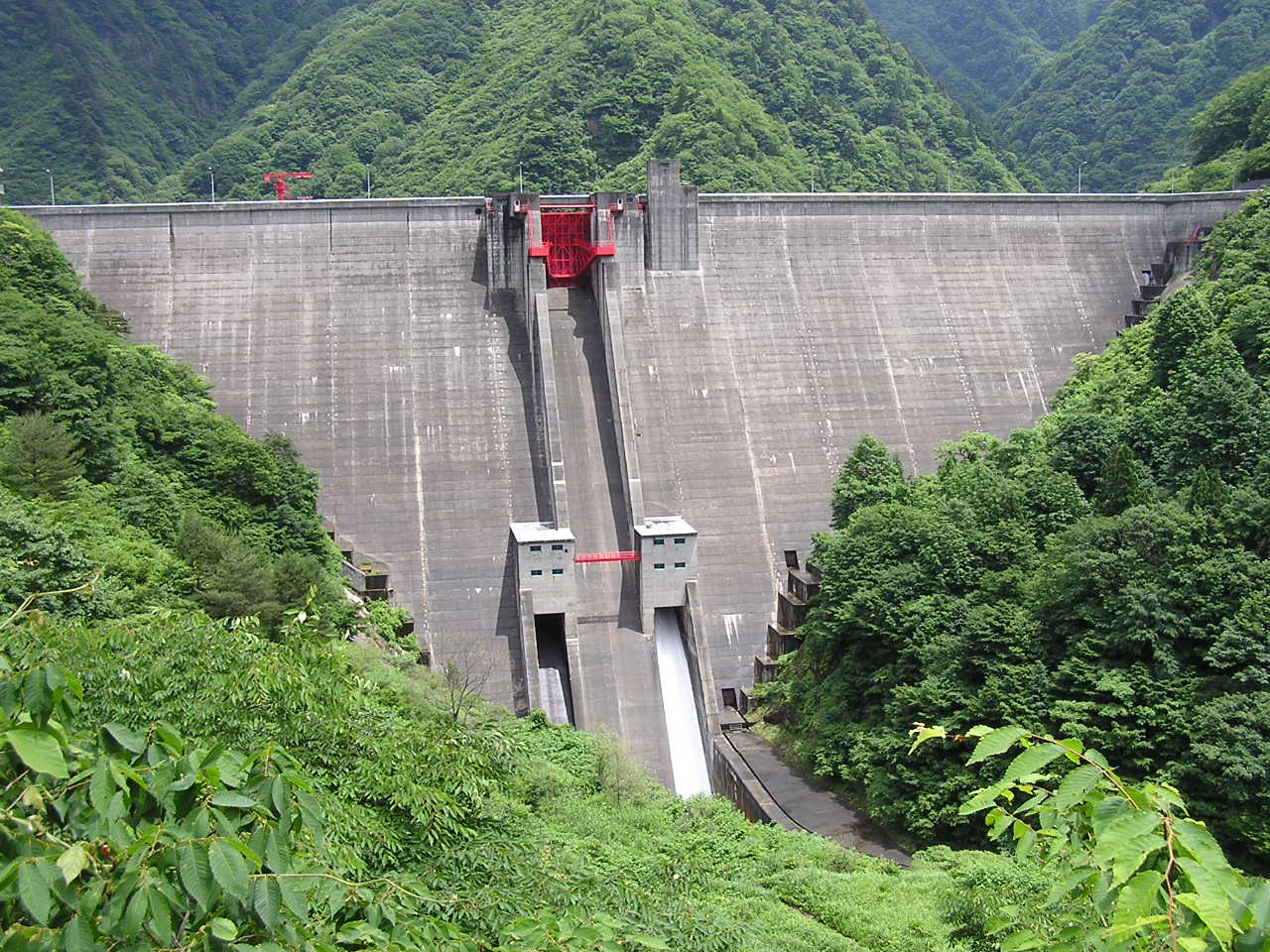
内の倉ダムと同年に完成した加治川治水ダム（加治川）。日本最大の治水ダムであり、加治川の治水に内の倉ダムと共に資している。

内の倉ダムの目的は当初は洪水調節、かんがい、上水道の三つであったが、1990年（平成2年）からはダム管理用に自家発電用の水力発電所が建設され、現在は水力発電を加えた四つの目的を有する多目的ダムである。
洪水調節については先述の羽越豪雨を基準にした計画高水流量・毎秒4,000トンのうち1,000トンを加治川上流ダム群で調節する方針に基づき、ダム地点において毎秒710トンの洪水を460トンカットし、毎秒250トンに抑えて下流に放流する。なお、内の倉ダム建設と同時期に新潟県は加治川の本流に加治川治水ダムの建設を行い、内の倉ダム完成と同年の1974年に完成した。加治川治水ダムは現在日本最大の治水ダム（高さ106.5メートル、総貯水容量2,250万トン）であり、ダム地点において毎秒1,600トンの洪水を1,250トンカットして下流に毎秒350トンを放流する。これら加治川上流ダム群によって姫田川との合流点において毎秒4,000トンの洪水を毎秒3,000トンに抑え、残りを河川改修で補うことにより羽越豪雨級の集中豪雨に対処する。2004年（平成16年）の平成16年7月新潟・福島豪雨においてもダム群の洪水調節により、羽越豪雨クラスの集中豪雨であったにもかかわらず信濃川流域に比して被害を最小限に抑えている。
かんがいについては加治川流域の蒲原平野にある農地約8,068ヘクタールに農業用水を供給する。農繁期である毎年7月21日から8月20日までは特に最大放流量として毎秒14.65トンを沿岸の農地に供給しており、コシヒカリの産地を縁の下で支えている。上水道については新発田市の水がめとして、一日量として3万トンを供給し、新発田市の水需要に応えている。そして水力発電であるが、これは下流受益地に電力を供給するものではなく、ダム管理のために使用する電力を自前で供給するために最大で2,900キロワットの電力を発電している。発電所の増設においてはかんがいや上水道を供給するための利水放流管に立軸フランシス水車を1基設置し、絶えず供給されるかんがい・上水道用の放流水を利用して発電を行い、ゲートの開閉や管理所などで使用される電力を自前で賄っている。こうした既存のダム施設を利用した自家発電用の小規模水力発電所の設置は、新規に発電所を建設しなくても発電が行われる利点もあって現在多くのダムにおいて施工・稼働されている。

## 周辺

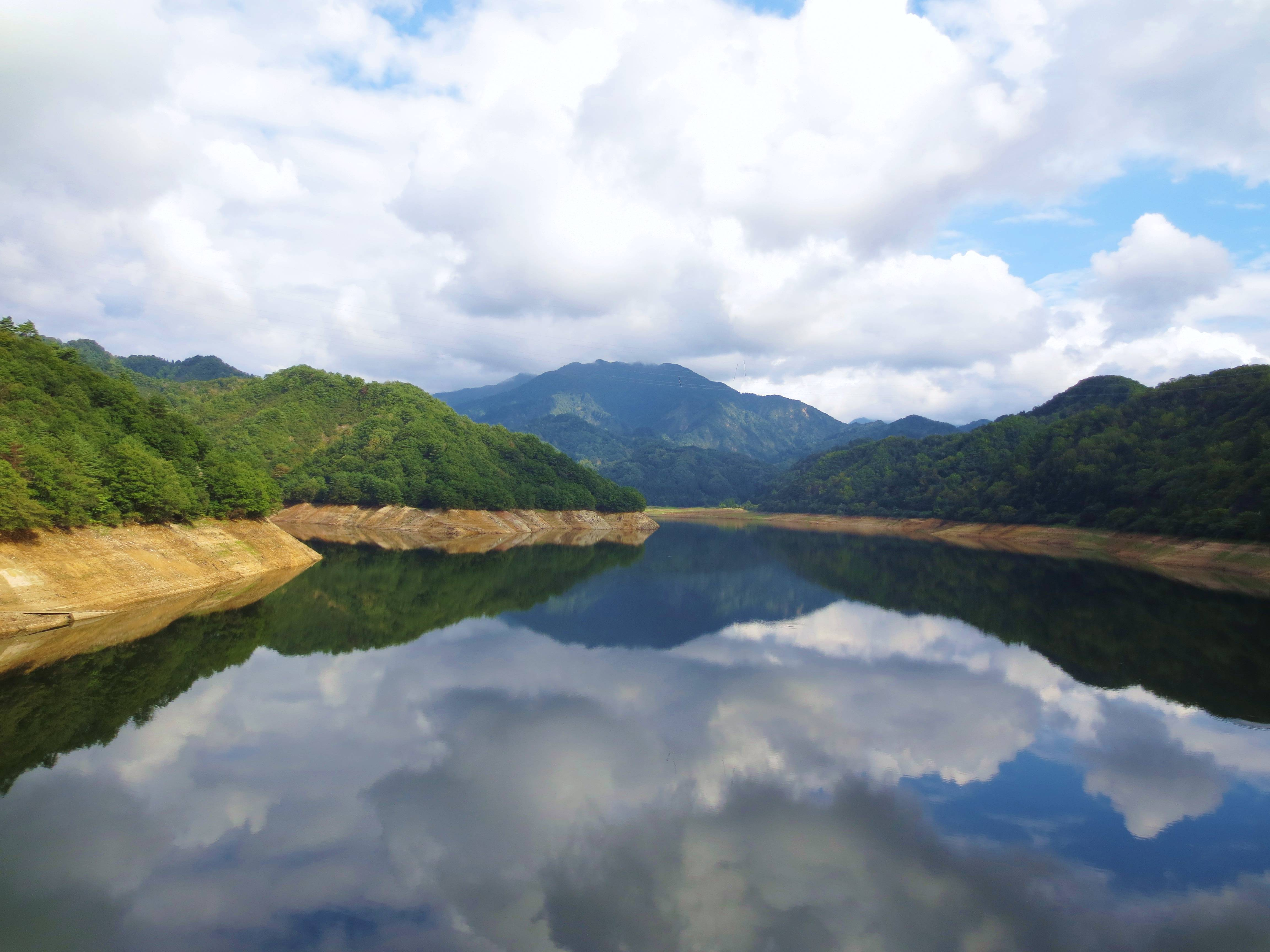
内の倉湖

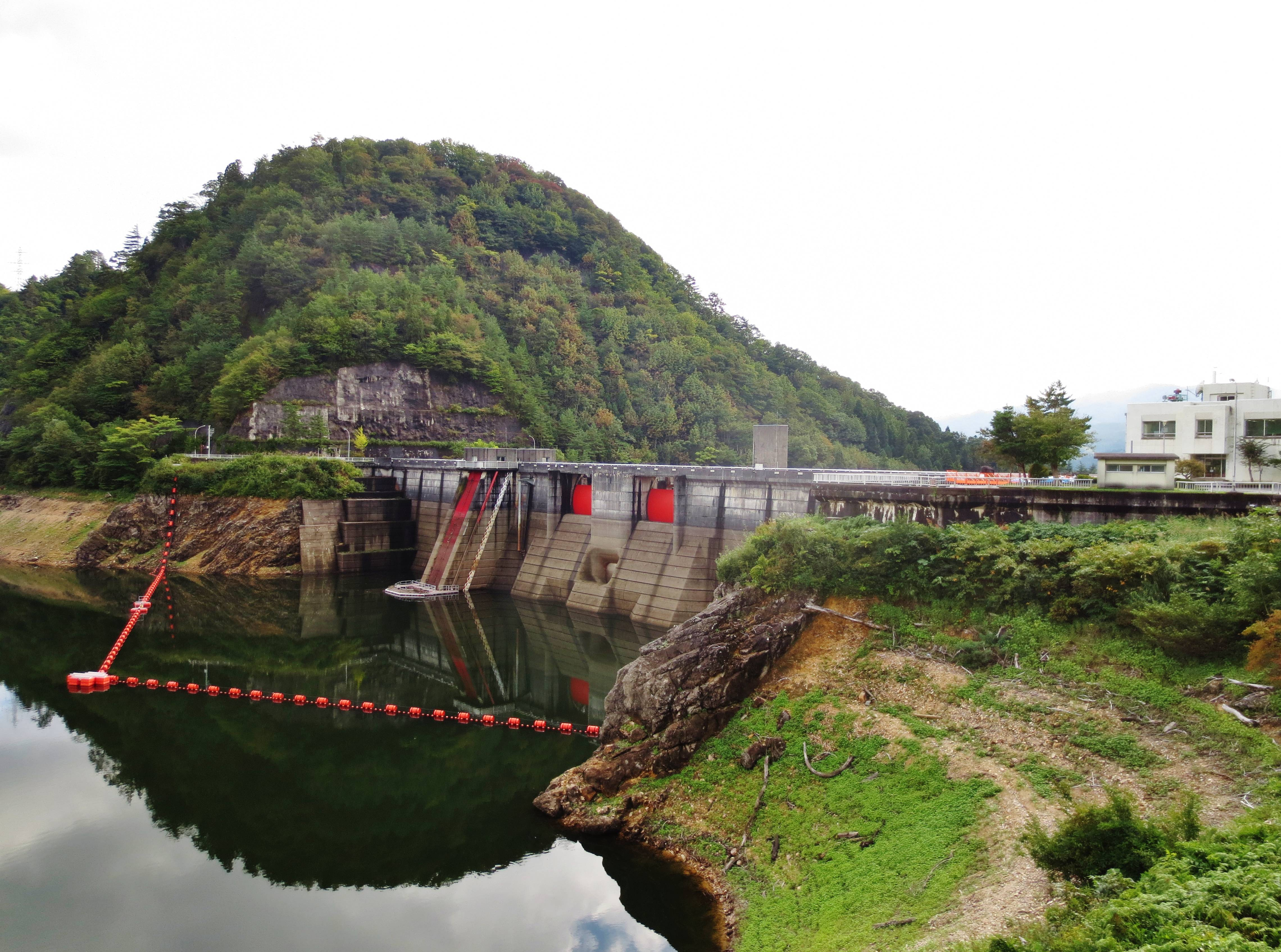
かつて笠萱城が存在した要害山

ダム湖は内の倉湖と命名された。この内の倉湖にはイワナやコクチバスなどが棲息しており、釣り客が多く訪れる。だがブラックバスの増加が懸念されており、近年では駆除も行われている。また内の倉湖へのブラックバスやブルーギルの放流は、湖へのバス放流を規制する新潟県の条例によって禁止されている。ダム本体は中空重力式コンクリートダムであり内部は500人の人数を収容できるほどの大空洞があるが、音の反響が良いことから近年ではこの空洞を一般に開放し毎年10月にはコンサートが開かれている。ジャズやフルート、管弦楽のコンサートが実施されており、新発田市内の中学校の吹奏楽部なども演奏を行っている。こうした中空重力ダムの内部開放は岐阜県揖斐郡揖斐川町にある横山ダム（揖斐川）でも予約することで一般開放が行われているほか、井川ダムではツアーとして実施されている。
ダムの左岸には要害山という険しい山があり、ここにはかつて笠萱城という城があった。もとは鎌倉時代初期に源頼朝に反抗した城長茂が築城したものと伝えられている。のちに笠萱城は会津蘆名氏の支流・小田切氏の居城となったが、天正9年（1581年）に新発田重家が上杉景勝に反乱を起こした際に蘆名盛隆は重家を支援した。この時、小田切盛昭が新たに赤谷城を築いて移ったため破却され、以後は廃城となった。内の倉ダム建設に伴って一部は掘り崩されている。